# Зубцово
Зубцо́во (рос. Зубцово) — присілок у складі Богородського міського округу Московської області, Росія.

## Населення
Населення — 73 особи (2010; 92 у 2002).
Національний склад (станом на 2002 рік):
- росіяни — 99 %